# Laboulbenia barbara
Laboulbenia barbara Middelh. & Boelens – gatunek grzybów z rzędu owadorostowców (Laboulbeniales). Pasożyt owadów.

## Systematyka i nazewnictwo
Pozycja w klasyfikacji według Index Fungorum: Laboulbenia, Laboulbeniaceae, Laboulbeniales, Laboulbeniomycetidae, Laboulbeniomycetes, Pezizomycotina, Ascomycota, Fungi.
Gatunek ten po raz pierwszy opisali w 1943 r. Middelh. i Boelens na owadzie Philonthus punctus w Holandii.

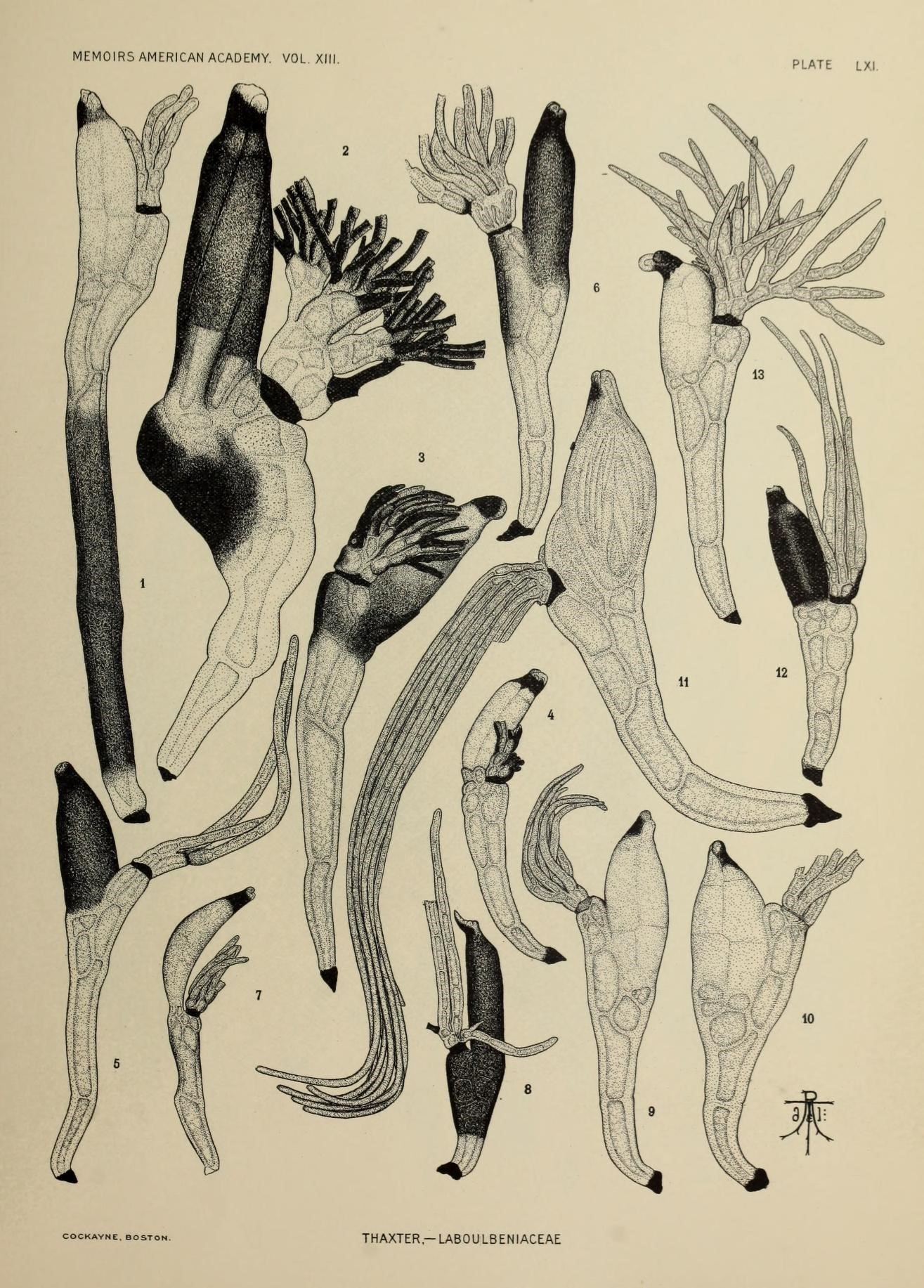
Laboulbenia barbara nr 11 (pozostałe to inne gatunki Laboulbenia)

## Charakterystyka
Grzyb entomopatogeniczny, pasożyt zewnętrzny owadów. Nie powoduje ich śmierci i wyrządza im niewielkie szkody. W Polsce Tomasz Majewski opisał jego występowanie na gatunku chrząszcza Philonthus punctus z rodziny kusakowatych (Staphylidae).